# Scogli Porchetti
Gli scogli Porchetti sono una serie di piccoli scogli affioranti situati nel mar Tirreno, in provincia di Grosseto, nel comune di Castiglione della Pescaia, in prossimità della litorale della frazione balneare di Punta Ala, rispetto al quale si dispongono perpendicolarmente,
Gli scogli affiorano in piccoli gruppi tra il promontorio di Punta Ala e l'isolotto dello Sparviero, costituendo una sorta di barriera discontinua che si protende tra la piccola isola e la terraferma, ove si esauriscono poco fuori dalla parte meridionale del bacino in cui sorge il moderno porto di Punta Ala.
Il primo scoglio a partire da sinistra viene comunemente chiamato "Lo squalo", per la forma che ricorda, appunto la pinna di uno squalo.